# 斯泰拉奇伦托
斯泰拉奇伦托（義大利語：Stella Cilento），是意大利萨莱诺省的一个市镇。总面积14.4平方公里，人口802人，人口密度55.7人/平方公里（2009年）。ISTAT代码为065144。